# 巴旺 (卡尔瓦多斯省)
巴旺（法語：Bavent，法語發音：[bavɑ̃] ⓘ）是法国卡尔瓦多斯省的一个市镇，属于卡昂区。

## 地理
巴旺（49°13'50"N, 0°11'18"W）面积18.45 平方千米，位于法国诺曼底大区卡爾瓦多斯省，该省份为法国西北部沿海省份，北濒大西洋英吉利海峡，东北与滨海塞纳省以海上边界相接，东临厄尔省，南至奧恩省，西与芒什省接壤。
与巴旺接壤的市镇（或旧市镇、城区）包括：巴瑟纳维尔、布雷维尔莱蒙、埃斯科维尔、欧日地区戈讷维尔、古斯特朗维尔、珀蒂维尔、图夫雷维尔、特罗阿恩、瓦拉维尔。

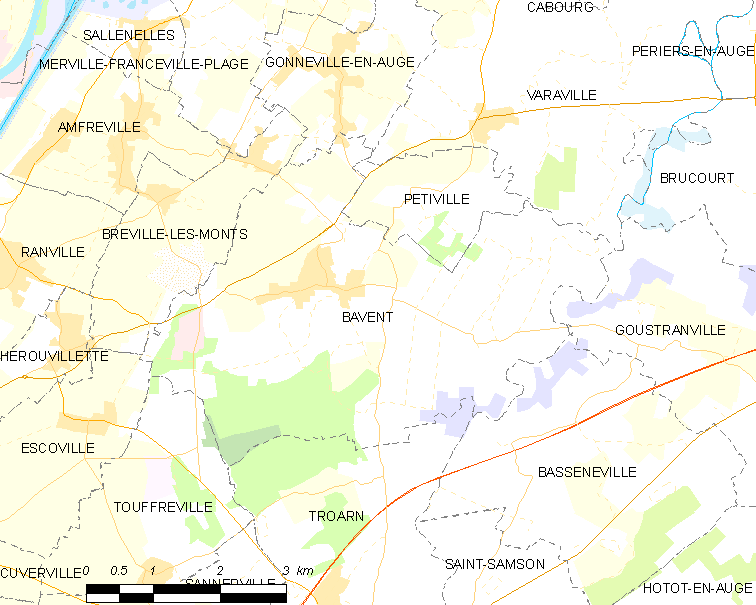
的OSM定位图

巴旺的时区为UTC+01:00、UTC+02:00（夏令时）。

## 行政
巴旺的邮政编码为14860，INSEE市镇编码为14046。

## 政治
巴旺所属的省级选区为卡堡县。

## 人口

1962-2008年间人口变化图示

巴旺于2022年1月1日时的人口数量为1912人。